# Кулецкая, Елена Александровна
Елена Александровна Кулецкая (род. 7 августа 1982, Харьков, УССР, СССР) — российская фотомодель, телеведущая и блогер.

## Биография

### Карьера модели
Уроженка города Харькова, в 1998 году переехала в Москву. Получила первое образование на юридическом факультете заочно: учась на втором курсе юридического факультета Российского нового университета, со второго курса участвовала в промоакциях в качестве модели, а затем и в модельных показах. Была замечена работником французского модельного агентства и переехала в Париж, где и получила своё второе образование в Сорбонне (факультет управления). Снималась в видеоклипах группы «Коктейль» на песню «Нам хорошо» (в 1999 году), певца Валерия Меладзе на песню «Рассветная» (в 1999 году) и певца Димы Билана на песни «Это была любовь» (в 2006 году) и «По парам» (в 2010 году). Сотрудничала с такими известными марками, как Rolex, Helena Rubinstein, Nina Ricci, Graff, Raff (лицо коллекции ювелирных украшений). Снималась в рекламных роликах Mary Kay и Orbit (с 2007 по 2009 год). Также снималась в печатной рекламе сигарет «Dubliss» (в 2011 году) и сети торговых центров «Мега» (в 2013 году). Сотрудничала с модельными агентствами Group Model Managements, IMG Models — Paris, Fotogen Model Agency и Louisa Models.

### Телевизионная карьера
Елена Кулецкая известна по участию в ряде развлекательных телевизионных проектов «Первого канала»: «Жестокие игры» (участница 1-го и 3-го сезонов), «Большие гонки», «Звёзды под гипнозом» (в 2018 году), «Модный приговор», «Лучше всех», «Сегодня. День начинается» (в 2019 году) , «Форт Боярд» (в составе команды «Разнорабочие», победитель), «Специальное задание» (победительница вместе с певцом Артёмом Ивановым), а также в шоу «Танцы со звёздами» на телеканале «Россия-1» (в паре с Евгением Пазенко) (в 2011 году) и в детском шоу «Букабу» на телеканале «Карусель» (в 2019 году).
В качестве телеведущей известна как ведущая программы «Trendy» о событиях индустрии моды и шоу «Золушка 2.0» о девушках, желающих прославиться, на телеканале «MTV Россия», программ «Идеальная пара» (в 2014 году), «Моя свадьба лучше!» (в 2014 году) и «Дневник счастливой мамы» на телеканале «Домашний», программы «Посольство Красоты» на телеканале Ю и программы «Модные игры» на телеканале «ТНТ» (в 2022 году).

### Личная жизнь
Отец — офицер советской армии Александр Кулецкий, ныне совладелец модельного агентства «Мадемуазель».
Мать — медицинская работница Алла Кулецкая. Старшая сестра — Александра Кулецкая. Елене приписывали романы с Микки Рурком (в 2009 году, съёмка на обложке журнала GQ) и Димой Биланом (с 2006 по 2011 год), однако эти слухи не подтверждались. Более того, Билан позже рассказал, что его встречи с Кулецкой были только пиар-ходом.
Супруг — оператор-постановщик Станислав Романовский (поженились 17 августа 2014 года). Дети: дочери Ника (родилась 15 мая 2016 года) и Александра (родилась 25 августа 2018 года). В сентябре 2023 года дочь Ника пошла в первый класс в общеобразовательной школе в Москве.
Как финалистка реалити-шоу «Специальное задание» получила звание сержанта вооружённых сил Российской Федерации и была награждена медалью «За укрепление боевого содружества».